# Elliot Easton
Elliot Steinberg (známý jako Elliot Easton, 18. prosince 1953 Brooklyn) je americký hudebník, kytarista, zpěvák a skladatel. Hrál na kytaru a zpíval doprovodné vokály pro skupinu The Cars. Jeho kytarová sóla jsou nedílnou součástí singlových hitů skupiny. Studoval hudbu na Berklee College of Music. Na kytaru hraje levou rukou. Po rozpadnutí The Cars v roce 1988, Easton hrál v kapelách jako The New Cars a roots rocková skupina Creedence Clearwater Revisited. Hrál také v písních novějších umělců, jako je power popová skupina Click Five, jejíž kytarista Joe Guese ho označoval jako „bostonské spojení“. V roce 2018 byl Easton uveden do Rock and Roll Hall of Fame jako člen The Cars.